# Délégation arménienne au congrès de Berlin
La Délégation arménienne au congrès de Berlin est une mission diplomatique menée par l'archevêque Mkrtich Khrimian afin de défendre les intérêts des Arméniens ottomans auprès des Grandes puissances à la suite de la victoire russe sur l'Empire ottoman lors de la guerre russo-turque de 1877-1878. Ce congrès marque le début de ce que l'on nomme la question arménienne.

## Contexte
La guerre russo-turque de 1877-1878 voit l'avancée russe en Arménie ottomane, l'armée impériale s'emparant notamment de Bayazet et de Kars entre fin 1877 et début 1878. Au fur et à mesure de leur progression, des troupes irrégulières kurdes et des bachi-bouzouks pillent et brûlent un certain nombre de villages arméniens frontaliers ; les Arméniens de la région accueillent alors les Russes en libérateurs. Les généraux de l'armée russe aux commandes de ce front, Mikhaïl Loris-Melikov, Arshak Ter-Gukasov et Ivan Lazarev, sont d'ailleurs eux-mêmes Arméniens.
Le patriarche arménien de Constantinople Nersès Varjapétian et l'Assemblée nationale arménienne, jusque-là méfiants de la Russie, voient dans cette victoire une opportunité. Ils chargent donc l'évêque arménien d'Adrianople de demander au grand-duc Nicolas Nikolaïevitch, qui s'était emparé de la cité, d'inclure dans le traité de paix des clauses prévoyant la mise en place d'une autonomie des provinces arméniennes de l'Empire ottoman. Ce dernier reçoit favorablement cette proposition.
Les Arméniens obtiennent des négociateurs russes l'article 16 du Traité de San Stefano (3 mars 1878), qui prévoit des réformes immédiates pour les Arméniens ottomans, et dont voici le texte,,, :

« Article 16 : Comme l'évacuation par les troupes russes, des territoires qu'elles occupent en Arménie et qui doivent être restitués à la Turquie, pourrait y donner lieu à des conflits et à des complications préjudiciables aux bonnes relations des deux pays, la Sublime Porte s'engage à réaliser sans plus de retard les améliorations et les réformes exigées par les besoins locaux dans les provinces habitées par les Arméniens et à garantir leur sécurité contre les Kurdes et les Circassiens. »

Originellement, à la place du passage évoquant les « améliorations et les réformes », on pouvait lire l'« autonomie administrative ». Mais le texte est amendé à la demande des Britanniques.
Les troupes commandées par Loris-Melikov sont chargées d'occuper Erzurum jusqu'à ce que le tsar Alexandre II obtienne des garanties que les populations chrétiennes locales soient protégées. Ces réformes sont donc sous le contrôle de la Russie en tant que puissance occupante.

## Le congrès de Berlin
Le Royaume-Uni de Benjamin Disraeli et l'Autriche-Hongrie voient d'un mauvais œil l'expansion russe au détriment de l'Empire ottoman ainsi que l'affaiblissement de ce dernier. Les Britanniques demandent donc l'organisation d'un congrès. Ainsi, le Traité de San Stefano est révisé lors du congrès de Berlin, qui a lieu à l'été 1878,,.
Une délégation arménienne menée par Mkrtich Khrimian (accompagné notamment de Minas Tchéraz), et composée d'un autre archevêque ainsi que par deux députés de l'Assemblée arménienne, se rend au congrès avec l'assentiment de Nersès Varjapétian, alors patriarche arménien de Constantinople, pour y porter un projet d'autonomie administrative pour l'Arménie inspiré du statut du Liban de 1861,,,,. Ce projet prévoit un gouverneur arménien, en poste à Erzurum, désigné par le gouvernement ottoman, un programme de réformes fiscales judiciaires, policières, etc. dont le déploiement serait contrôlé par une commission internationale, mais aussi des milices mixtes chrétiennes-musulmanes, le suffrage masculin ou encore l'utilisation locale des revenus fiscaux. Sur le chemin du congrès, la délégation se rend dans les capitales européennes pour tenter d'influencer les diplomates qui se rendront à Berlin. À Londres, elle rencontre le ministre des Affaires étrangères britannique, Lord Salisbury, qui ne lui fait aucune promesse. Ses rencontres avec des diplomates à Paris et à Rome sont tout aussi infructueuses,. Parallèlement, Khosrov Nar Bey Kalfayan est envoyé à Saint-Pétersbourg pour remettre au tsar Alexandre II un mémoire demandant l'autonomie des provinces arméniennes.
Malheureusement, la délégation de Mkrtich Khrimian n'est pas admise aux travaux du congrès, ce qui le déçoit beaucoup,.
Du congrès découle le Traité de Berlin (13 juillet 1878), dont l'article 61, consacré aux Arméniens, atténue les promesses de l'article 16 du Traité de San Stefano car les réformes promises relèvent désormais de la seule responsabilité de l'Empire ottoman. Il évoque la nécessité de réformes dans les provinces arméniennes, mais soumet leur application au contrôle des puissances,,, dont le concert est peu probable :

« Article 61 : La Sublime Porte s'engage à réaliser sans plus de retard les améliorations et les réformes qu'exigent les besoins locaux des provinces habitées par les Arméniens et à garantir leur sécurité contre les Circassiens et les Kurdes. Elle donnera connaissance périodiquement des mesures prises à ces effets aux Puissances qui en surveilleront l'application. »

## La«louche de fer»: déception et conséquences
Le jour de la signature du traité, Mkrtich Khrimian envoie un courrier aux diplomates afin de leur signifier son regret que ses demandes légitimes et modestes ont été ignorées : « Les Arméniens ont réalisé qu'ils ont été trompés, que leurs droits n'ont pas été reconnus, car ils étaient pacifiques… La délégation arménienne rentre à l'est, emportant avec elle cette leçon. Elle déclare cependant que le peuple arménien ne cessera jamais de faire entendre sa voix tant que l'Europe ne donnera pas satisfaction à ses demandes légitimes », conclut-il dans sa lettre.

Cette situation lui inspire à son retour un célèbre sermon prononcé dans la cathédrale arménienne de Constantinople, dans le quartier de Koum-Kapou :

« Mes chers et bénis compatriotes. Vous prêtez là une oreille attentive, pétris d'une impatience pleine d'espérance en attendant de savoir quelle bonne nouvelle le père Khrimian a amené du congrès de Berlin et ce que, selon l'article 61, les grandes puissances du monde ont offert aux régions habitées par les Arméniens. Écoutez attentivement ce que je vais vous dire. Prenez le temps de comprendre le sens de mes mots puis de les pondérer.
Comme vous le savez, nous sommes allés à Berlin, selon le souhait du patriarche Nersès et de l'Assemblée nationale, en tant que représentants pour défendre la cause arménienne devant les grandes puissances. Nous avions grand espoir que le congrès apporterait la paix dans le monde ainsi que la liberté aux petites nations persécutées. Le congrès débuta et les délégués des grandes puissances se rassemblèrent autour de tables couvertes de tissu vert tandis que les délégués des petites nations attendaient à l'extérieur. Sur l'une des tables, au centre de la salle de réunion, il y avait une grosse marmite de harissa dans laquelle les peuples et les gouvernements, grands et petits, s'apprêtaient à se servir une part. Parmi les membres de l'assistance, on parlait de l'est, de l'ouest et, après de longues discussions, ils commencèrent, dans l'ordre, un par un, à appeler les représentants des petites nations. D'abord entra le Bulgare, puis le Serbe, puis le Monténégrin, et le bruit des sabres cliquetants suspendus à leurs ceintures attirait l'attention de tout le monde. Après de longues discussions, ces trois délégués dégainèrent leur épée et s'en servirent comme d'une louche en acier qu'ils plongèrent dans le chaudron de harissa et prendre leur part ! Ensuite ils s'en allèrent, fiers et confiants. Vint le tour de la délégation arménienne. Je m'approchai et présentai la pétition qui m'avait été confiée par l'Assemblée nationale, et je les suppliai de remplir mon bol avec de la harissa. Alors les plénipotentiaires debout près de la marmite me demandèrent « Où est votre louche en fer ? Nous distribuons en effet de la harissa, mais ceux qui n'ont pas de louche en fer ne pourront pas se servir. À l'avenir, quand de la harissa sera servie de nouveau, ne venez pas sans louche de fer ou vous rentrerez chez vous les mains vides ». Eh bien, mes chers compatriotes, j'aurais pu plonger ma louche de papier dans la marmite de harissa ! Mais elle s'y serait décomposée. Les requêtes et pétitions n'ont pas leur place dans un lieu où les armes parlent et les sabres brillent.
Les Monténégrins, les Bulgares et les autres délégués étaient venus accompagnés par des guerriers ; de leurs épées, qu'ils portaient sur le côté, ruisselait du sang. En les voyant, j'ai tourné la tête et ai cherché mes guerriers arméniens de Zeïtoun, de Sassoun, de Shatakh et des autres montagnes et vallées… Mais où étaient-ils ? Dites-moi, mes chers compatriotes, où étaient ces guerriers ? Un ou deux d'entre eux n'auraient-ils pas dû se tenir à mes côtés pour que je puisse dire aux hommes politiques du congrès : « Regardez ! Voici mes louches de fer ! Les voici, prêtes à être dégainées ! ». Hélas, je n'avais avec moi qu'une pétition. Une pétition qui s'est désagrégée dans la harissa, et nous sommes rentrés les mains vides. En vérité, au milieu des autres délégués, j'étais plus grand, et plus beau ! Mais à quoi bon ? C'est un morceau de papier que l'on a placé entre mes mains, et non une épée. C'est pour cela que nous n'avons pas eu une seule goutte de harissa. Cependant, si nous regardons vers le futur, le congrès de Berlin ne fut pas complètement inutile.
Mes chers compatriotes, vous avez maintenant bien compris que les armes auraient pu accomplir ce qu'elles accomplissent d'habitude ! C'est pourquoi, mes chers et bénis compatriotes, notamment ceux venus des provinces, quand vous retournerez dans notre patrie, apportez des armes à votre famille et à vos amis. Achetez des armes et encore des armes, puis procurez-vous en plus. Avant tout, placez l'espoir de votre libération sur vous-mêmes. Armez vos esprits et vos bras, car pour être sauvé, il faut compter sur soi-même,. »

Ainsi, voyant que, dans les Balkans, les principautés de Bulgarie, de Serbie et du Monténégro se libèrent du joug ottoman par les armes lors de la guerre russo-turque puis par la diplomatie lors du congrès de Berlin, Mkrtich Khrimian ne peut qu'exhorter ses compatriotes à se saisir eux aussi des armes pour obtenir l'autodétermination,. La délégation arménienne au congrès de Berlin, puis le sermon prononcé ensuite par son dirigeant, jouent un rôle non négligeable dans l'émergence progressive du mouvement de libération nationale arménien.
Début de la question arménienne, qui est évoquée pour la première fois lors d'une conférence internationale, et qui se retrouve donc « internationalisée »,, l'article 61 n'est jamais appliqué,. En effet, la Russie accepte le retrait de ses troupes avant que les réformes aient pu être appliquées, provoquant l'exode de nombreux Arméniens vers la Russie. Le traité de Berlin est tout de même source d'espoirs pour les Arméniens, tout en nourrissant la méfiance des autorités ottomanes vis-à-vis de cette minorité, ainsi désignée comme la cause d'une menace permanente pour la souveraineté de l'Empire ottoman. Nersès Varjapétian, dans une adresse à l'Assemblée nationale arménienne, dit son espoir que les futures réformes auront pour socle l'article 61, tout en clamant la fidélité des Arméniens à l'Empire ottoman.
Après le congrès, la question arménienne est presque immédiatement oubliée par les grandes puissances, alors occupées à étendre leur empire colonial en Afrique et en Asie, et privilégiant la voie de l'impérialisme économique pour étendre leur influence dans l'Empire ottoman. Ainsi, jusqu'en 1881, les grandes puissances se contentent d'envoyer des notes plus ou moins identiques au sultan lui rappelant ses obligations. Puis, leur concert s'effrite : l'Allemagne et l'Autriche le quittent, et la Russie, gouvernée par Alexandre III après l'assassinat de son père la même année, se désintéresse de la question arménienne. Les Arméniens des provinces orientales de l'Empire continuent de subir des exactions, documentées notamment par les consuls britanniques en poste dans la région.